# Rue Aimé-Collomb
La rue Aimé-Collomb est une rue du 3e arrondissement de Lyon, en France. Elle rend hommage à Aimé Collomb (1870-1940), homme politique français, adjoint au maire du 2e arrondissement en 1935.

## Situation
D'orientation ouest-est et non-perpendiculaire à l'axe des quais du Rhône d'orientation nord-sud, la voie relie le quai Victor-Augagneur à l'ouest et le cours de la Liberté à l'est.

## Odonymie
La voie porte initialement le nom de rue Basse-du-Port-au-Bois attestée dès 1860. Toutefois, une autre « rue Basse-du-Port-au-Bois » est attestée en 1839, ancienne dénomination de la rue Montebello jusqu'en 1842, parallèle au sud à l'actuelle rue Aimé-Collomb. Son nom provient de ce qu'elle menait au port « où jadis on déchargeait les bois venant du haut Rhône », le port au bois sur une grève en contrebas de l'actuel quai Victor-Augagneur. Louis Maynard précise que ce port servait principalement au débarquement « des bois de construction ».
Elle porte ensuite le nom de rue du Port-au-Bois par délibération du conseil municipal du 24 avril 1911.
La rue se voit attribuer don nom actuel de « rue Aimé-Collomb » par délibération du conseil municipal le 28 avril 1940. Aimé Collomb, né à Châtillon-sur-Chalaronne (Ain) le 24 octobre 1870 et mort à Lyon 3e le 19 mars 1940, était directeur de commerce, conseiller municipal en 1925 et adjoint au du 2e arrondissement en 1935.